# Neodythemis trinervulata
Neodythemis trinervulata – gatunek ważki z rodziny ważkowatych (Libellulidae). Endemit Madagaskaru.